# امیل بنکه
امیل بنکه (انگلیسی: Emil Benecke; ۴ اکتبر ۱۸۹۸ – ۱۲ اوت ۱۹۴۵) شناگر و بازیکن واترپلو اهل آلمان بود.